# ناعب (يافع)

تعديل مصدري - تعديل

ناعب هي إحدى قرى عزلة لبعوس بمديرية يافع التابعة لمحافظة لحج، بلغ تعداد سكانها 57 نسمة حسب تعداد اليمن لعام 2004.